# Pycnogonum rickettsi
Pycnogonum rickettsi is een zeespin uit de familie Pycnogonidae. De soort behoort tot het geslacht Pycnogonum. Pycnogonum rickettsi werd in 1934 voor het eerst wetenschappelijk beschreven door Schmitt. De soort is vernoemd naar marien bioloog Ed Ricketts.